# Livro de Jasher
O Livro de Jasher (também escrito Jashar, em hebraico: סֵפֶר הַיׇּשׇׁר; translit.: sēfer hayyāšār), que significa que o Livro dos Retos ou o Livro dos Justos, é um livro não-canônico mencionado na Bíblia Hebraica. A tradução "Livro do Homem Justo" é a tradução tradicional para o grego e o latim, enquanto a forma transliterada "Jasher" é encontrada na Bíblia King James, de 1611.
O livro de Jasher é mencionado duas vezes na Bíblia hebraica: no livro de Josué, capítulo 10, versículo 13: "E o sol se deteve, e a lua parou, até que o povo se vingou de seus inimigos. Isto não está escrito no livro de Jasher? [...]", e no Segundo Livro de Samuel, capítulo 1, versículo 18: "Dizendo ele que ensinassem aos filhos de Judá o uso do arco. Eis que está escrito no livro de Jasher)".

## Personagens

### Eliurã
Eliurã, Eliuran ou Eliuram, foi a esposa de Rubem, o filho mais velho de Jacob e Lea.
De acordo com o Livro de Jasher, Eliurã era filha de Avi, o cananeu (de Timna). Os rabinos em sua grande maioria atribui a ela como a mãe dos filhos de Rubem (Enoque, Palu, Hezrom e Carmi).
No cânon bíblico da Igreja Ortodoxa Etíope, Eliurã é citada como a matriarca da Tribo de Rubem, também é citado na Bíblia Ortodoxa Etíope, que quando Rubem e Eliurã se conheceram, Rubem tinha 30 anos e Eliurã tinha 40 anos.[carece de fontes?]